# Jasmine Flury
Jasmine Flury (* 16. September 1993 in Davos) ist eine Schweizer Skirennfahrerin. Sie ist auf die Disziplinen Abfahrt und Super-G spezialisiert. Ihr bislang größter Erfolg ist der Gewinn der Goldmedaille bei den Weltmeisterschaften 2023 in der Abfahrt.

## Biografie
Flury wuchs in Davos Monstein auf und erlernte im Alter von drei Jahren das Skifahren. Als Elfjährige bestritt sie die ersten interregionalen und nationalen Jugendrennen. Im Dezember 2008 nahm sie erstmals an FIS-Rennen teil, der erste Sieg auf dieser Stufe gelang ihr im Februar 2009. Die ersten Einsätze im Europacup hatte sie im Januar 2010; am Ende desselben Jahres fuhr sie erstmals in die Punkteränge. Eher überraschend gewann Flury im März 2011 den Schweizer Super-G-Meistertitel. Den ersten Podestplatz im Europacup schaffte sie am 7. Februar 2012 in Jasná. Ihr Weltcup-Debüt hatte sie am 11. Januar 2014 in Zauchensee, wo sie in der Abfahrt auf den 33. Platz fuhr. Bei insgesamt fünf Teilnahmen an Juniorenweltmeisterschaften waren zwei vierte Plätze ihre besten Ergebnisse (2013 und 2014 jeweils in der Abfahrt).
In der Saison 2014/15 gewann Flury drei Europacuprennen. Damit war sie Dritte der Gesamtwertung sowie jeweils Zweite in der Abfahrts- und in der Super-G-Wertung. Dies bedeutete einen fixen Startplatz für die folgende Weltcupsaison. Doch wegen einer Hüftverletzung konnte sie im Winter 2015/16 kein einziges Rennen bestreiten. Ihre ersten Weltcuppunkte gewann sie am 18. Dezember 2016 mit dem 11. Platz im Super-G von Val-d’Isère. Jasmine Flury erzielt ihr erstes nennenswertes Ergebnis im Winter 2017/18, als sie am 3. Dezember beim Super-G in Lake Louise den 7. Platz belegt. Am 9. Dezember 2017 feierte Flury im Super-G von St. Moritz ihren ersten Weltcupsieg, was zugleich ihre erste Podiumsplatzierung im Weltcup war.
Am 29. Januar 2022 gelang Flury mit Platz zwei in der Abfahrt von Garmisch-Partenkirchen die erste Podestplatzierung in einer Abfahrt. Anschließend nahm sie an ihren zweiten Olympischen Spielen in Peking teil, wo sie in der Abfahrt den 15. und im Super-G den 12. Platz belegte. Am 11. Februar 2023 gewann sie überraschend die Goldmedaille in der Abfahrt bei den Weltmeisterschaften 2023 in Méribel, wobei sie nicht nur von ihrer tiefen Startnummer (Nr. 2) profitierte, sondern auch den „Lauf ihres Lebens“ („la manche de sa vie“) hinlegte. Am 16. Dezember 2023 gewann sie in Val-d’Isère auch erstmals ein Abfahrts-Weltcuprennen. Zwei Wochen nach dem zweiten Platz in der Abfahrt von Crans-Montana musste Flury Anfang März 2024 die Saison wegen eines Knorpelschadens im Knie vorzeitig abbrechen.

## Erfolge

### Olympische Spiele
- Pyeongchang 2018: 27. Super-G
- Peking 2022: 12. Super-G, 15. Abfahrt

### Weltmeisterschaften
- St. Moritz 2017: 12. Abfahrt, 17. Super-G
- Åre 2019: 20. Abfahrt
- Méribel 2023: 1. Abfahrt, 22. Super-G

### Weltcup
- 4 Podestplätze, davon 2 Siege:

| Datum             | Ort         | Land       | Disziplin |
| ----------------- | ----------- | ---------- | --------- |
| 9. Dezember 2017  | St. Moritz  | Schweiz    | Super-G   |
| 16. Dezember 2023 | Val-d’Isère | Frankreich | Abfahrt   |

### Weltcupwertungen
| Saison  | Gesamt | Gesamt | Abfahrt | Abfahrt | Super-G | Super-G |
| Saison  | Platz  | Punkte | Platz   | Punkte  | Platz   | Punkte  |
| ------- | ------ | ------ | ------- | ------- | ------- | ------- |
| 2016/17 | 42.    | 180    | 21.     | 106     | 22.     | 74      |
| 2017/18 | 24.    | 318    | 15.     | 153     | 13.     | 165     |
| 2018/19 | 29.    | 279    | 19.     | 125     | 10.     | 154     |
| 2019/20 | 66.    | 80     | 34.     | 35      | 29.     | 45      |
| 2020/21 | 35.    | 189    | 13.     | 154     | 32.     | 35      |
| 2021/22 | 26.    | 352    | 17.     | 179     | 15.     | 173     |
| 2022/23 | 28.    | 342    | 15.     | 185     | 16.     | 157     |
| 2023/24 | 26.    | 367    | 6.      | 275     | 22.     | 92      |

### Europacup
- Saison 2014/15: 3. Gesamtwertung, 2. Abfahrtswertung, 2. Super-G-Wertung
- Saison 2013/14: 5. Abfahrtswertung
- Saison 2011/12: 9. Gesamtwertung, 4. Super-G-Wertung, 10. Abfahrtswertung
- Saison 2020/21: 5. Abfahrtswertung
- 8 Podestplätze, davon 5 Siege:

| Datum            | Ort           | Land       | Disziplin |
| ---------------- | ------------- | ---------- | --------- |
| 28. Januar 2015  | Hinterstoder  | Österreich | Abfahrt   |
| 17. Februar 2015 | Davos         | Schweiz    | Super-G   |
| 22. März 2015    | Soldeu        | Andorra    | Super-G   |
| 28. März 2018    | Crans-Montana | Schweiz    | Super-G   |
| 16. Januar 2021  | Crans-Montana | Schweiz    | Abfahrt   |

### Juniorenweltmeisterschaften
- Megève 2010: 17. Abfahrt, 32. Super-G
- Crans-Montana 2011: 6. Super-G, 26. Abfahrt
- Roccarasso 2012: 24. Super-G
- Québec 2013: 4. Abfahrt, 8. Super-G
- Jasná 2014: 4. Abfahrt, 6. Super-G

### Weitere Erfolge
- 1 Schweizer Meistertitel: Super-G 2011
- 7 Siege in FIS-Rennen